# Henricia lineata
Henricia lineata är en sjöstjärneart som beskrevs av Clark och Jewett 20. Henricia lineata ingår i släktet Henricia och familjen krullsjöstjärnor. Inga underarter finns listade i Catalogue of Life.